# さいだん座アルファ星
さいだん座α星（さいだんざアルファせい、α Ara）は、さいだん座でβ星に次いで2番目に明るい恒星で3等星。

## 名称
国際天文学連合 (IAU) に認証された固有名はない。
19世紀末のアメリカのアマチュア博物学者リチャード・ヒンクリー・アレンによれば、中国で杵（チョウ、Tchou あるいは Choo）という呼び名があったとされる。